# 9x18mmマカロフ弾
9x18mm マカロフ弾（別名: 9x18mm PM など、ロシア語: 9×18 мм ПМ）はソビエト連邦で開発された拳銃・短機関銃用の弾薬である。旧東側諸国において7.62x25mmトカレフ弾後継の拳銃弾として広く使用されており、西側諸国の9x19mmパラベラム弾に相当する地位を占めている。

## 概要
第二次世界大戦中にドイツが開発した9mmウルトラ弾（9×18mm）の資料を鹵獲したソビエト軍が、その資料を基に開発した弾薬であるとされる。9mmウルトラ弾は、ストレートブローバック方式の自動拳銃に使用可能でありながら.380ACP（9×17mm）弾よりも高威力になるよう開発された弾薬で、第二次大戦中にはドイツ軍では採用されなかったが、戦後の西ドイツ警察の一部では9mmポリス弾の名称で採用された。
9mmマカロフ弾は、他国の9mm弾と比べて弾丸直径が9.220mmとやや大きい（例えば9mmパラベラム弾は9.017mmである）。弾丸の運動エネルギーや弾道特性は、9mmパラベラム弾よりも.380ACP弾に近い。
マカロフ弾の発射圧について米国SAAMI（銃器・弾薬メーカーの協会）の公式仕様はないが、実験では140MPa (20,000psi) 程度と計測されている。これは9mmパラベラム弾の240MPa (35,00psi) という数字に比べかなり低い。それゆえに発射時のエネルギーでは劣っているが、ストレートブローバック方式の銃でも使用可能で、ショートリコイル等の閉鎖機構を要するパラベラム弾より銃器の設計を単純化できる利点がある。

## 別名
- 9mm マカロフ
- 9x18mm
- 9x18mm PM
- 9mm マック (Mak)

## 使用銃器
- 拳銃
  - マカロフ PM （ソビエト）
  - スチェッキンAPS （ソビエト）
  - MP448 スキッフ（英語版） (ロシア)
  - RCA TKB0216 (ロシア)
  - KBP R92KS (ロシア)
  - フォート12（英語版）（ウクライナ）
  - P64（ポーランド）
  - P83 バナド （ポーランド）
  - P93 （ポーランド）
  - FEG PA-63（英語版） （ハンガリー）
  - Vz.82（英語版） （チェコスロバキア）
  - Cz.83（英語版） （チェコスロバキア）
  - シュマイザー AE99-09 (ドイツ）
  - スター ファイアスター（スペイン）
- 短機関銃
  - OTs-02（英語版） （ソビエト）
  - PP-90 （ロシア）
  - PP-91 ケダール （ロシア）
  - PP-93 （ロシア）
  - OTs-33（英語版） （ロシア）
  - PP-19 ビゾン （ロシア）
  - PM-63 RAK （ポーランド）
  - ラドムPM-84 （ポーランド）
  - シプカ（ブルガリア）
  - Vz.65 スコーピオン （チェコスロバキア）